# Татуированная соблазнительница
«Жестокая татуировка»; (яп. いれずみ無残 ирэдзуми мудзан); другое русское название — «Татуированная соблазнительница» — японский фильм в жанре криминальной драмы, поставленный в кинокомпании «Сётику» в 1968 году. Фильм снят по роману Акимицу Такаги «Женщина из Хагоромо». Режиссёр Хидэо Сэкигава, зарекомендовавший себя в прошлом как автор антивоенных кинолент и один из постановщиков независимого кино Японии 1950-х.

## Сюжет
Тономура имеет исключительный успех у женщин. Он любит их, но хочет, чтобы они были татуированными. С этой целью юная Осаё украшает себя знаменитым рисунком летящего ангела и тем самым доставляет много удовольствия своему покровителю.
Молодой хулиган по имени Синноскэ также жаждет Осаё. Он, украшенный рисунком известного вора, наконец добирается до неё, и она отвечает ему взаимностью.
Также влюблена в неё молодая девушка по имени Окими, которая себе сделала тату куртизанки, чтобы понравиться пожилой женщине. Сделав это, однако, она становится справедливой добычей любящего татуировки Тономуры, который не теряет времени, соблазняя её.
Все идёт так, как и следовало ожидать, пока Осаё не узнает, что ее любимый Синноскэ сбежал с женой самого татуировщика и что сама она украшена знаменитым и красивым рисунком злой принцессы.
Желая покончить со всем этим, она идёт к Тономуре, считая его виноватым во всём и желая убить его. Однако, только что появившийся Синноскэ делает это за неё, и поэтому влюбленные воссоединяются. Впрочем, ненадолго, поскольку оба решили, что самоубийство, вероятно, является лучшим для них выходом.
Они делают это, оставляя предсмертную записку, в которой говорится, что красивая кожа Oсаё должна быть позже приобретена медицинским музеем, где она бы висела для всеобщего обозрения.

## В ролях
- Тидзуко Араи — Осаё Вадзима
- Кикко Мацуока — Окими (Кимико Касаи)
- Тору Абэ — Сюндзи Тономура
- Юскэ Кавадзу — Синноскэ Мори
- Эйдзи Окада — татуировщик
- Тикако Мияги — Фуса
- Юко Минамикадзе — Фумико Тономура
- Эйдзо Китамура — Ходзо
- Синъя Мидзусима — Кидо
- Масатоси Окабэ — Надзима
- Тоё Такахаси — Фудэ

## Премьеры
- — национальная премьера фильма состоялась 13 апреля 1968 года[1].
- — 12 декабря 1973 года фильм впервые показан в США[2].

## Комментарии
1. ↑  Русское название «Жестокая татуировка» происходит от перевода с японского оригинального названия; русское название «Татуированная соблазнительница» происходит от английского названия фильма в международном прокате: англ. Tattooed Temptress.